# Iavorovo, Stara Zagora
Iavorovo (în bulgară Яворово) este un sat în comuna Cirpan, regiunea Stara Zagora,  Bulgaria. 

## Demografie
Componența etnică a satului Iavorovo
     Bulgari (99,37%)
     Nicio identificare (0,62%)
     Altele (0%)
La recensământul din 2011, populația satului Iavorovo era de 318 locuitori. Din punct de vedere etnic, majoritatea locuitorilor (99,37%) erau bulgari. Pentru 0,62% din locuitori nu este cunoscută apartenența etnică.